# Saša Ilić (ur. 1972)
Saša Ilić (ur. 18 lipca 1972 w Melbourne) – serbski piłkarz grający na pozycji bramkarza. W swojej karierze rozegrał 2 mecze w reprezentacji Jugosławii. Posiada także obywatelstwo australijskie.

## Kariera klubowa
Ilić urodził się w australijskim Melbourne, jednak karierę rozpoczął w jugosłowiańskim klubie Grafičar Belgrad. W 1993 roku spadł z nim z ligi i następnie odszedł do Radnički Belgrad. W klubie tym grał do 1996 roku.
W 1996 roku Ilić wyjechał do Anglii i przez sezon występował w amatorskim klubie St Leonards Stamcroft. W 1997 roku został bramkarzem grającego w League One Charltonie Athletic. W 1998 roku awansował z nim do Premier League, w której zadebiutował 15 sierpnia 1998 w zremisowanym 0:0 wyjazdowym meczu z Newcastle United. W 1999 roku spadł z Charltonem do Division One. W 2000 roku został wypożyczony do West Hamu United, w którym rozegrał 1 mecz w Premier League. W sezonie 2000/2001 nadal grał w Charltonie.
W 2001 roku Ilic przeszedł do Portsmouth, w którym wystąpił 7 razy w Division One. W sezonie 2002/2003 był zawodnikiem węgierskiego Zalaegerszegi TE. W 2003 roku wrócił do Anglii i w sezonie 2003/2004 bronił bramki Barnsley. W sezonie 2004/2005 rozegrał 3 mecze w Blackpool, a następnie był w składzie Aberdeen i Leeds United, ale w obu drużynach nie zagrał ani razu. W 2005 roku zakończył karierę.
| Sezon   | Klub                  | Kraj       | Rozgrywki              | Mecze | Bramki |
| ------- | --------------------- | ---------- | ---------------------- | ----- | ------ |
| 1993/94 | Radnički Belgrad      | Jugosławia | Super Liga             | 19    | 0      |
| 1994/95 | Radnički Belgrad      | Jugosławia | Super Liga             | 15    | 0      |
| 1995/96 | Radnički Belgrad      | Jugosławia | Super Liga             | 27    | 0      |
| 1996/97 | St Leonards Stamcroft | Anglia     | Southern Div One South | ?     | 0      |
| 1997/98 | Charlton Athletic     | Anglia     | Division One           | 14    | 0      |
| 1998/99 | Charlton Athletic     | Anglia     | Premier League         | 23    | 0      |
| 1999/00 | Charlton Athletic     | Anglia     | Division One           | 1     | 0      |
| 1999/00 | West Ham United       | Anglia     | Premier League         | 1     | 0      |
| 2000/01 | Charlton Athletic     | Anglia     | Premier League         | 13    | 0      |
| 2001/02 | Portsmouth            | Anglia     | Division One           | 7     | 0      |
| 2002/03 | Zalaegerszegi TE      | Węgry      | NB I                   | 4     | 0      |
| 2003/04 | Barnsley              | Anglia     | Division Two           | 25    | 0      |
| 2004/05 | Blackpool             | Anglia     | League One             | 3     | 0      |
| 2004/05 | Aberdeen              | Szkocja    | Premier League         | 0     | 0      |
| 2004/05 | Leeds United          | Anglia     | Championship           | 0     | 0      |

## Kariera reprezentacyjna
W reprezentacji Jugosławii Ilić zadebiutował 23 grudnia 1998 roku w przegranym 0:2 towarzyskim meczu z Izraelem. Od 1998 do 2001 roku rozegrał w kadrze narodowej 2 mecze.
| Mecze i gole w reprezentacji | Mecze i gole w reprezentacji | Mecze i gole w reprezentacji | Mecze i gole w reprezentacji | Mecze i gole w reprezentacji | Mecze i gole w reprezentacji | Mecze i gole w reprezentacji |
| #                            | Data                         | Stadion                      | Rywal                        | Wynik                        | Gol                          | Rozgrywki                    |
| 1998                         | 1998                         | 1998                         | 1998                         | 1998                         | 1998                         | 1998                         |
| ---------------------------- | ---------------------------- | ---------------------------- | ---------------------------- | ---------------------------- | ---------------------------- | ---------------------------- |
| 1.                           | 23.12.1998                   | Ramat Gan, Izrael            | Izrael                       | 0:2                          | 0                            | towarzyski                   |
| 2001                         |                              |                              |                              |                              |                              |                              |
| 2.                           | 25.04.2001                   | Bukareszt, Rumunia           | Rosja                        | 0:1                          | 0                            | el. MŚ 2002                  |